# 左学良
左学良（1950年1月—），生于吉林海龙
，中华人民共和国政治人物、外交官。
1977年毕业于北京外国语学院俄语系。2002年，接替朱兆顺，担任中华人民共和国驻亚美尼亚大使。2007年，由宏九印接任。